# Ribadedeva
Ribadedeva (Ribedeva en asturien) est une commune (concejo aux Asturies) située dans la communauté autonome des Asturies en Espagne. Située à l'extrémité orientale de la région, elle est bordée au nord par la mer Cantabrique, au sud par Peñamellera Baja, à l'ouest par Llanes et à l'est par Val de San Vicente dans la Cantabrie voisine, dont elle est séparée par la rivière Deva. Selon l'INE de 2021, elle compte une population de 1 724 habitants

## Géographie
Appartenant à la région de la comarque d'Oriente des Asturies, sa capitale, Colombres, se trouve à 133 km d'Oviedo. La commune est traversée par l'autoroute de Cantabrie (A-8). Une partie de son territoire est intégrée à différents types de protection, tels que le paysage protégé de la Sierra del Cuera et le paysage protégé de la côte orientale des Asturies.
D'un point de vue géologique, Ribadedeva possède des sols gréseux dans la zone de Pimiango correspondant à l'ère mésozoïque, ainsi que des conglomérats de quartz, des grès rouges et des calcaires dans la Sierra de Tina. Les matériaux les plus abondants dans la région sont le manganèse, le fer, le plomb et le zinc. 
Le climat est océanique, tempéré et pluvieux, avec des températures très douces, la température moyenne estivale ne dépassant pas 20 °C, et la température moyenne hivernale ne descendant pas en dessous de 10 °C, avec une brume marine persistante à certaines périodes de l'année.

## Paroisses
La commune de Ribadedeva est composée de 3 paroisses civiles :
- Colombres
- Noriega
- San Juan

## Histoire
L'occupation de la région est attestée dès l'âge de pierre. Des outils et des gravures rupestres (notamment des aurochs, des mammouths et des cerfs) ont été découverts dans la grotte de Tinamayor (cueva de Tinamayor) ainsi que dans celle voisine, la grotte d'El Pindal.
Des découvertes datant de l'épipaléolithique confirment le peuplement continu des Asturies. Ainsi, un site funéraire et les restes d'un moulin ont été découverts dans la région des hameaux de Covariellas, Tina et Tronía. De l'époque néolithique, il ne reste que peu de vestiges (par exemple la hache en pierre de Covacho del Cazarru).
Sous l'administration de la ville voisine de Llanes, on ne connaît que quelques escarmouches avec les Maures dans la région. La première mention dans les registres paroissiaux de San Salvador de Celorio date de 1157, une autre de 1169 dans les documents de l'administration d'Aguilar. Sous la régence du roi Alphonse XI, Ribadedeva obtint le droit de cité en 1376.
En 1749, Ribadedeva reçut quatre autres villes de la côte, ce qui la rendit suffisamment grande pour obtenir un siège au Parlement de Cantabrie, qu'elle occupa de 1778 à 1815. En 1833-1834, le lieu tomba finalement aux Asturies. Le XIXe siècle a été caractérisé par la grande vague d'émigration vers l'Amérique, qui en retour a rendu les communautés très riches car les terres des émigrants sont tombées aux mains des communautés.
Au début du XXe siècle, les lignes ferroviaires des Asturies et de la Cantabrie furent réunies et le réseau routier unifié. Pendant la guerre civile, la région était très crainte des troupes gouvernementales en raison de ses combattants de la liberté. En 1948, Corsino et Eduardo Castiello (héros régionaux de la liberté) tomba dans une embuscade meurtrière sur la plage de La Franca.

## Sites et monuments
- Grottes avec gravures rupestres préhistoriques
  - Cueva del Pindal (grotte de Pindal) à Pimiango
  - Cuevas de Mazaculos I et II à La Franca
  - Cueva del Espinoso à La Franca
- Églises (iglesia), monastères (monasterio) et chapelles (capillas)
  - Iglesia de Santa María à Colombres – du XIXe siècle
  - Iglesia de Santa María de Tina à Pimiango – ruine pittoresque du XIe siècle près des grottes de Pindal
  - Ermita (ermitage) de San Emeterio à Pimiango du XIIIe siècle
  - Cementerio (cimetière) de Colombres à El Peral
- Palais ruraux et maisons de campagne
  - Quinta Guadalupe à Colombres – 1905, très bel exemple de l’Art nouveau espagnol
  - Ayuntamiento (mairie) de Ribadedeva à Colombres de 1901
  - Torre (château) de Noriega à Noriega – du XIIIe siècle

## Galerie

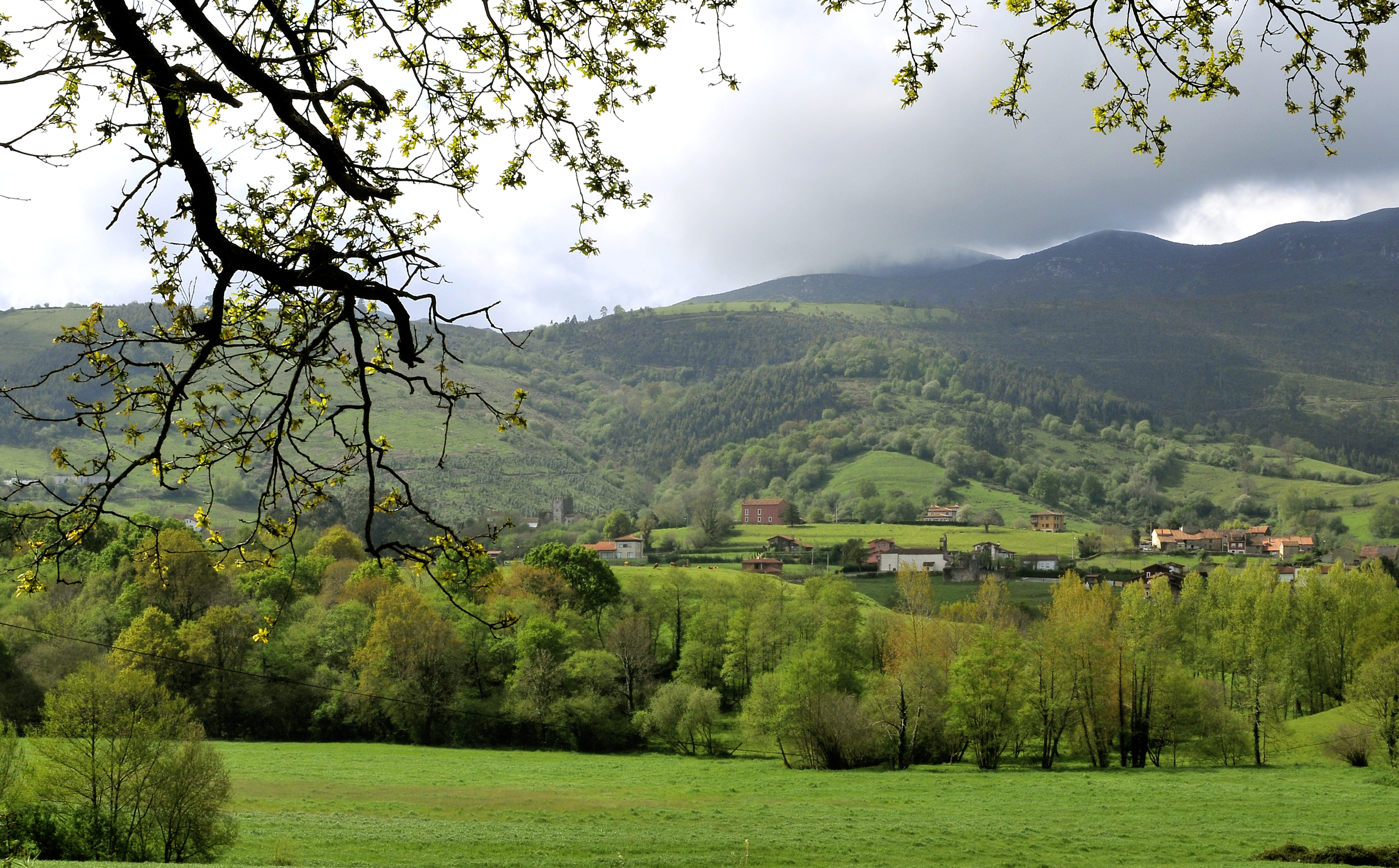
Nogeria.
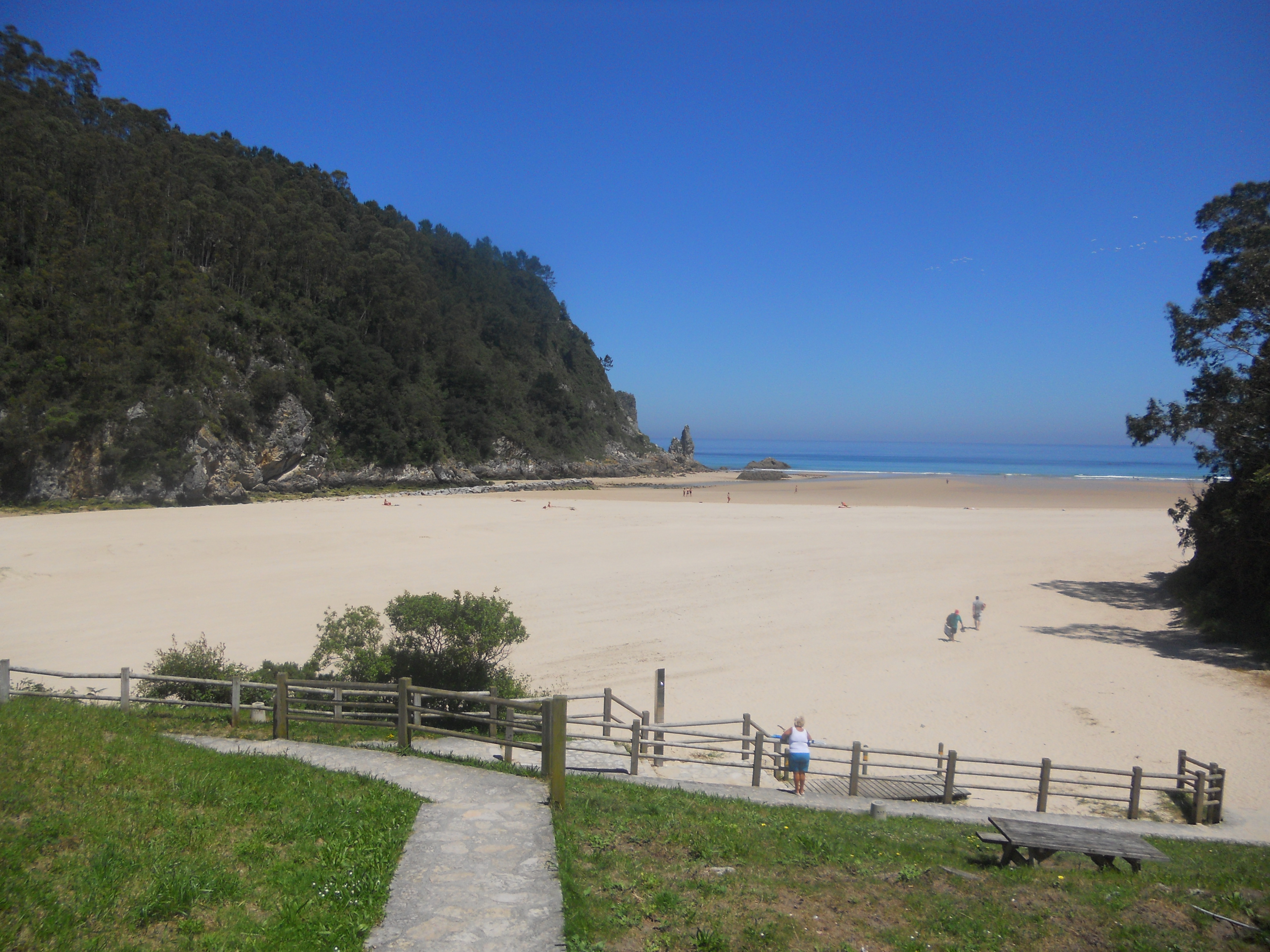
La plage de La Franca (Colombres)
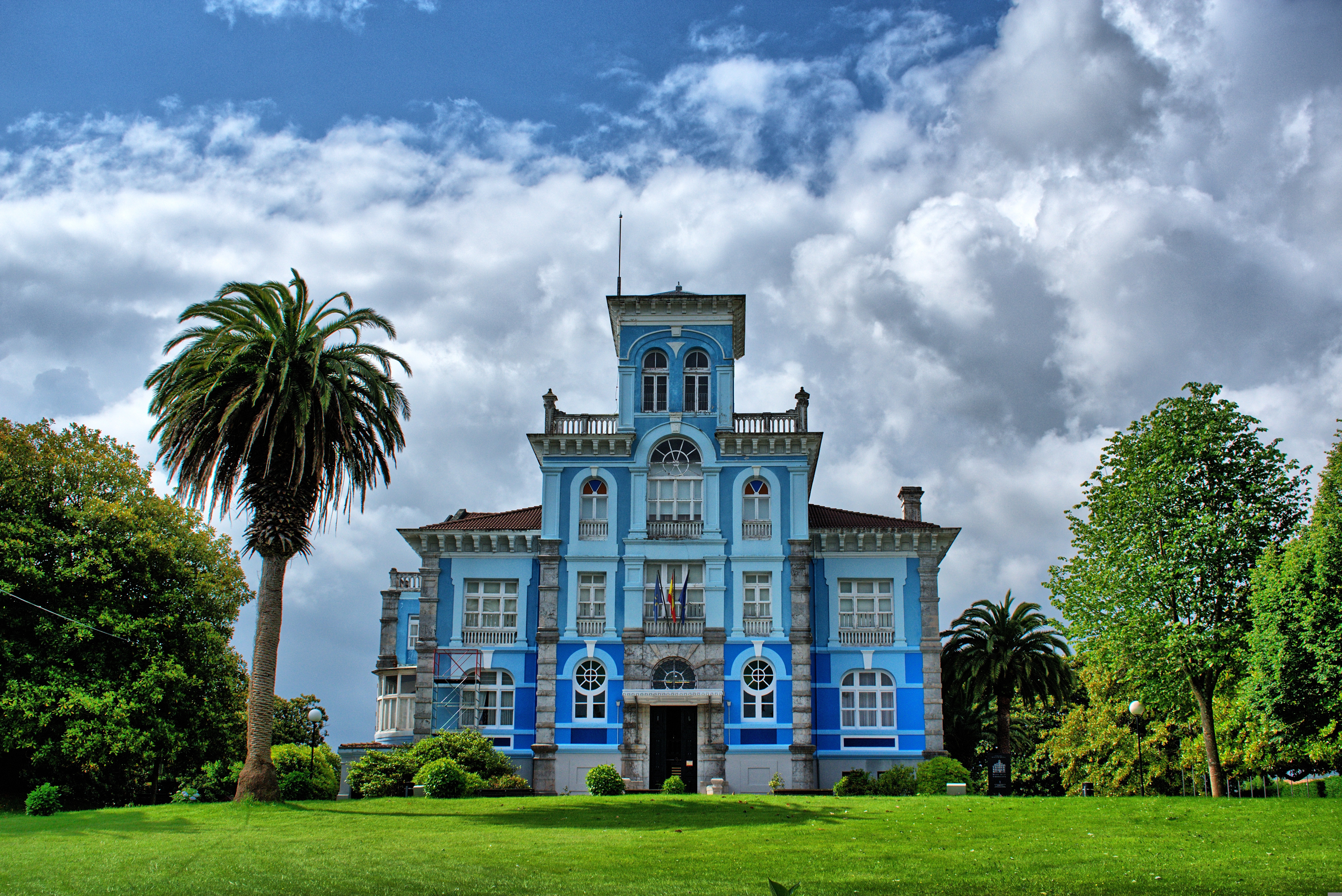
La Fondation des archives indiennes - musée de l'émigration, Colombres.
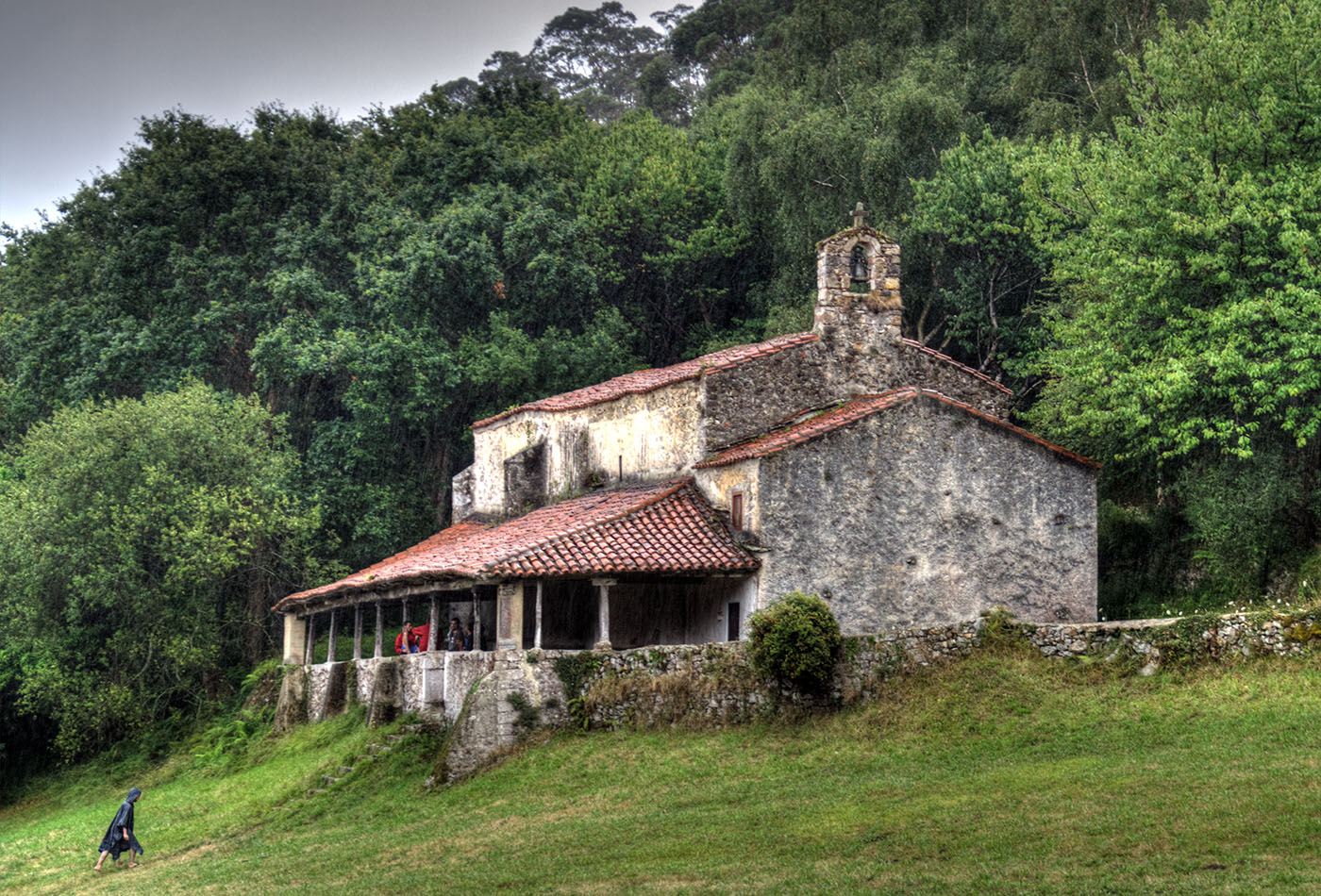
L'ermitage de San Emeterio ou Santo Medé, Pimiango (Colombres).
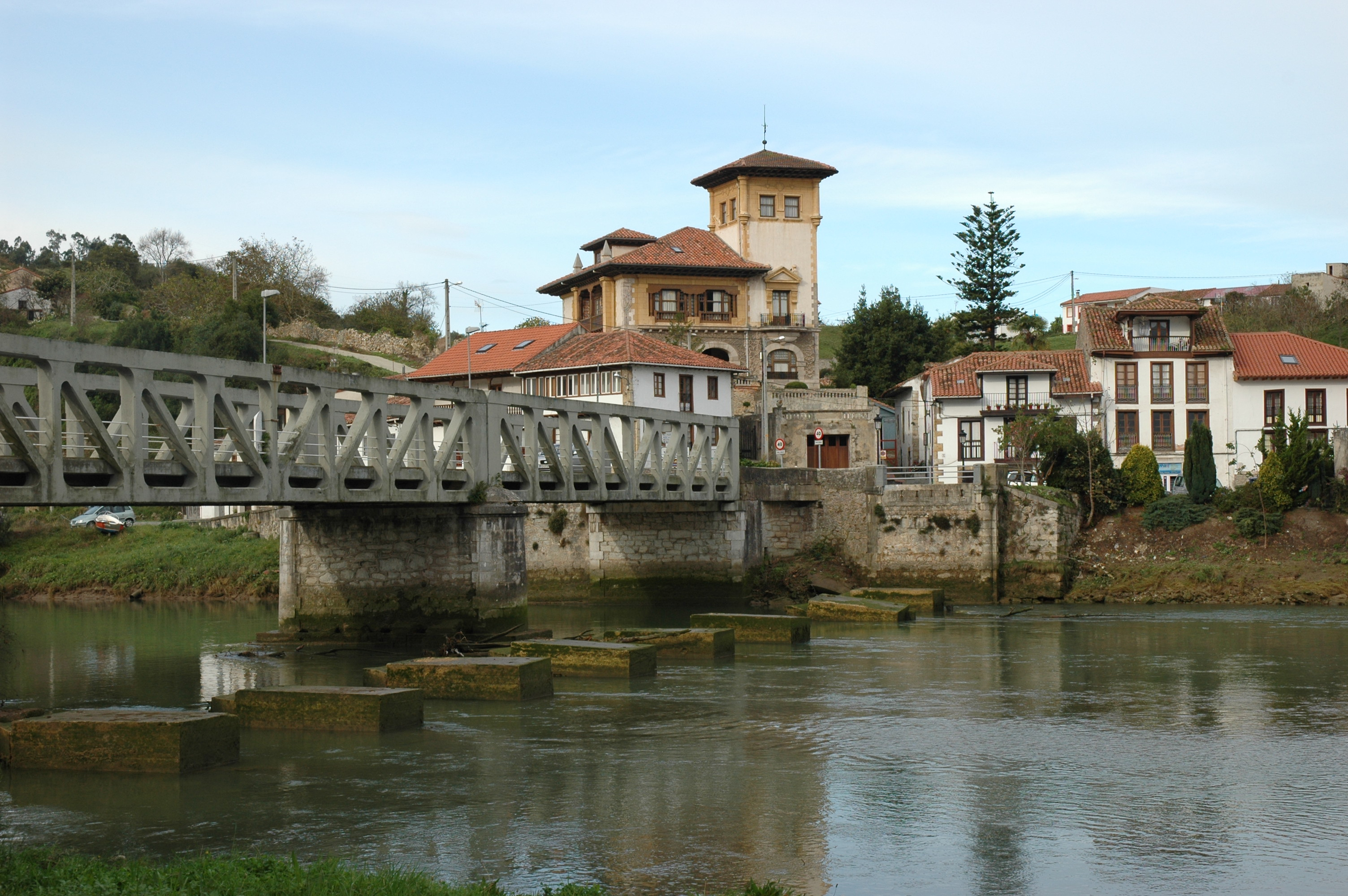
Vue partielle de Bustio et du vieux pont depuis Unquera (Colombres).